# Weber Inlet
Das Weber Inlet ist eine vereiste Bucht an der Südküste der Beethoven-Halbinsel auf der westantarktischen Alexander-I.-Insel. Sie liegt südwestlich des Bennett Dome und bildet den nordwestlichen Arm des Bach-Schelfeises.
Der britische Geograph Derek Searle vom Falkland Islands Dependencies Survey kartierte die Bucht 1960 anhand von Luftaufnahmen, die bei der Ronne Antarctic Research Expedition (1947–1948) entstanden. Das UK Antarctic Place-Names Committee benannte sie 1961 nach dem deutschen Komponisten Carl Maria von Weber (1786–1826).